# Regione di Hadrowt'
La regione di Hadrowt' (in armeno Հադրութ, traslitterato anche Hadrut o Hadrout) è stata una regione della repubblica di Artsakh, fino al 2017 denominata  repubblica del Nagorno Karabakh, con capoluogo Hadrowt'.
Dal settembre 2020 la regione è tornata sotto controllo delle forze azere durante la guerra dell'Artsakh.
La regione contava 13 600 abitanti (dato del 2013) per una superficie di 1876,80 km² e comprendeva un centro urbano (il capoluogo) e 29 comunità rurali.
Sorgeva nella parte meridionale del paese e includeva tutto il distretto di Cəbrayıl, gran parte del distretto di Xocavənd, e la porzione occidentale del distretto di Füzuli.
La regione era situata in una zona particolarmente montuosa, con poche e impervie vie di comunicazione. I villaggi rurali situati in essa sorgono per lo più lungo due valli nelle quali scorrono da nord verso sud brevi corsi d'acqua che si immettono nell'Araks lungo il confine con l'Iran.
Il capoluogo Hadrowt', negli anni del controllo karabakho, è stato collegato alla capitale Step'anakert da una moderna strada, avvicinando la regione al resto del paese. Oltre ad un antico caravanserraglio a nord est del capoluogo regionale, tra i luoghi d'interresse vi sono il piccolo villaggio di Togh con le sue chiese di S. Stepanos, S. Hovhanes e Anapat (tutte edificate tra il tredicesimo ed diciottesimo secolo) e il prezioso monastero di Gtchavank costruito tra il decimo e il tredicesimo secolo dai fratelli Sargis e Vartanes, vescovi del Monastero di Amaras (che si trova nella contigua regione di Martowni). Nei pressi del villaggio si trovano le famose grotte di Azokh.
Il distretto di Cəbrayıl (ribattezzato Jrakn nel periodo del controllo karabakho) è praticamente deserto giacché tutta la popolazione azera che lo abitava fuggì a causa della prima guerra del Nagorno Karabakh. Lo stesso omonimo villaggio contava, dopo il conflitto, solo due abitanti; nei suoi pressi associazioni di beneficenza armene edificarono il nuovo villaggio di Norashen, che ospitava circa un centinaio di abitanti. Anche la città di Füzuli (denominata Varanda dagli armeni) si trova in stato di abbandono.

## Lista delle comunità regionali

### Comunità urbane
- Hadrowt'

### Comunità rurali
- Aknaghbyur
- Arakel
- Arevashat
- Aygestan
- Azokh
- Banadzor
- Djrakus
- Drakhtik
- Hakaku
- Hakhlu
- Hin Taghlar
- Karmrakuch
- Khandzadzor
- Khtsaberd
- Kyuratagh
- Mariamadzor
- Mekhakavan
- Metz Tagher
- Mokhrenes
- Norashen
- Pletants
- Taghaser
- Taghut
- Togh
- Tumi
- Tsakuri
- Tsamdzor
- Ukhtadzor
- Varanda
- Vardashat

### Comunità non censite amministrativamente
- Arajamugh